# Dogliola
Dogliola – miejscowość i gmina we Włoszech, w regionie Abruzja, w prowincji Chieti.
Według danych na rok 2004 gminę zamieszkiwało 415 osób, 37,7 os./km².